# 大森英櫻
大森 英櫻（おおもり ひでお、1919年(大正8年) - 2005年(平成17年)）は、マクロビオティック指導者。静岡県熱海市生まれ。普及団体である宇宙法則研究会の初代会長。マクロビオティック創始者である桜沢如一の門下生のひとり。桜沢の指導哲学である無双原理を発展させ、動物性食品を一切摂取しない完全穀菜食を実践・提唱した。夫人はマクロビオティック料理研究家の大森一慧。工学院大学建築科卒業。本名、大森英雄。

## 概要
第二次世界大戦後、病弱な体で悩んでいた大森英桜は桜沢のマクロビオティックの著書と出会い、体質を改善した。 日本MI（日本CI協会の前身）で学んだ後、無双原理の正しさを自ら調べるべく、多くの病人と交流し自らも実践するなかで、桜沢の考えを修正し、小魚すら口にしない完全穀菜食が理想的な食事法であるという考えに至った。大森の完全穀菜食は桜沢自身からは認められたものの、日本MI（日本CI協会の前身）幹部のほとんどは否定的であった。
晩年は支持者らとともにマクロビオティックの普及団体である宇宙法則研究会を結成した。
姓名研究への没頭
大森は姓名と性格・体質・運命の関係にも着目し、桜沢が提唱した無双原理と、人間の姓名との関連性についても研究を重ねた。きっかけは、1人の元警察官である。彼は、独自に姓名学を研究していた。姓名に現れる画数で人の性格・運命の吉凶が分かるという姓名学は、おおむね７，８割はあたるという統計データを得ていたが、なぜ、そのような結果になるのか理論的根拠づけを得られないでいた。そこで、彼は、桜沢の弟子の1人として当時、伊豆地方で有名になっていた大森英櫻を訪れたのである。
大森英櫻の食思想
大森自身は、食事の摂り方に関しては著作を残さないことを信念としていたが、例外的に唯一の自伝書である『人間大森英櫻』がある。大森が食事に関する本を残さないことを信条としていたのは、書籍化された情報は、本が出版された直近の時代には有効であるが、時代の変化とともに通用しなくなるからである。時代の変化で、もはや通用しなくなった方法論であるにもかかわらず、著者の名前の大きさのため、無批判に受け入れられてしまうということがある。桜沢が唱えた無双原理は、そもそも、世の中の万物は刻々と移り変わっていくことを定理としている。そうであれば、どんな時代にも、誰にでも例外なく有効な食事法というのは存在しえない。大森は師である桜沢の書籍の情報の一部のみを断片的にとらえた食事で体調を崩す人が続出していたことを間近で見聞したため、特定の食材（例えば玄米など）を絶対的なものとせず、状況に応じて食事を変えることを是とした。
大森自身の著作ではないが、大森の講義を編集・書籍化した『無双原理講義録』で、その主張・理念を知ることができる。